# Volfied
Volfied (ヴォルフィード) est un jeu vidéo d'action développé et édité par Taito sur borne d'arcade en 1989. Le jeu fut porté sur divers consoles de jeux et micro-ordinateurs.
Conçu par Fukio Mitsuji, le créateur de Bubble Bobble et Rainbow Islands, le jeu fait suite à Qix (1981) ; d'ailleurs, en Amérique du Nord et au Brésil, la version Mega Drive de ce jeu est intitulée Ultimate Qix.

## Ambiance
Le joueur incarne le pilote du vaisseau spatial Monotros ; il est retourné sur sa planète d'origine, Volfied, pour la sauver d'une invasion extraterrestre.

## Système de jeu
Le jeu consiste en une série de niveaux de plus en plus difficiles ; au début de chaque niveau, le plateau de jeu se présente sous la forme d'un rectangle : le vaisseau du joueur évolue sur le périmètre, alors que plusieurs extraterrestres évoluent à l'intérieur. Il y a deux catégories d'extraterrestres : les majeurs (les boss) et les mineurs.
Une incursion du vaisseau à l'intérieur du rectangle lui permet de découper le plateau, tout en le rendant vulnérable aux attaques ennemies. Quand le vaisseau rejoint un autre point de la bordure, le plateau de jeu est divisé en deux :
- le joueur conquiert la zone qui ne contient pas de boss, et peut ainsi se déplacer sur le périmètre modifié du plateau de jeu ;
- les aliens mineurs à l'intérieur de la zone conquise sont tués ;
- les bonus à l'intérieur de la zone conquise sont activés pendant quelques secondes (exemples : le vaisseau se déplace plus vite, les extraterrestres sont immobilisés, etc.) ; le joueur ne connait pas d'avance les bonus qu'il peut obtenir.

Le joueur doit au minimum reconquérir 80 % du plateau de jeu pour terminer un niveau.

## Portages
En 1991, le jeu a été adapté sur Amiga et Atari ST par Arcade Masters, sur Commodore 64, sur DOS par Empire Interactive, sur FM Towns, et sur Mega Drive.
Le jeu a été réédité sur PlayStation dans la série Simple 5000 Series, et sur PlayStation 2 et Xbox dans les collections Taito Legends et Taito Memories. En 2007, Taito a édité une version java pour téléphone portable.